# Patrick (voornaam)
Patrick is een jongensvoornaam die afstamt van het Latijnse patricus, wat patriciër, iemand van adel, betekent. De vrouwelijke variant van deze naam is Patricia of Patty.

## Paddy
De naam Patrick komt in Ierland veel voor als Pádraig of Pádraic, uit te spreken als "Powrick". Dit werd wegens de schrijfwijze afgekort tot Paddy, en is heden ten dage in de Angelsaksische landen een aanduiding voor Ieren in het algemeen. In de Verenigde Staten noemt men een boevenwagen ook wel een paddywagon, wat is ontstaan uit het vooroordeel dat veel criminelen (of veel politieagenten) van Ierse afkomst zijn.
In Suriname wordt de naam ook als achternaam gevoerd.

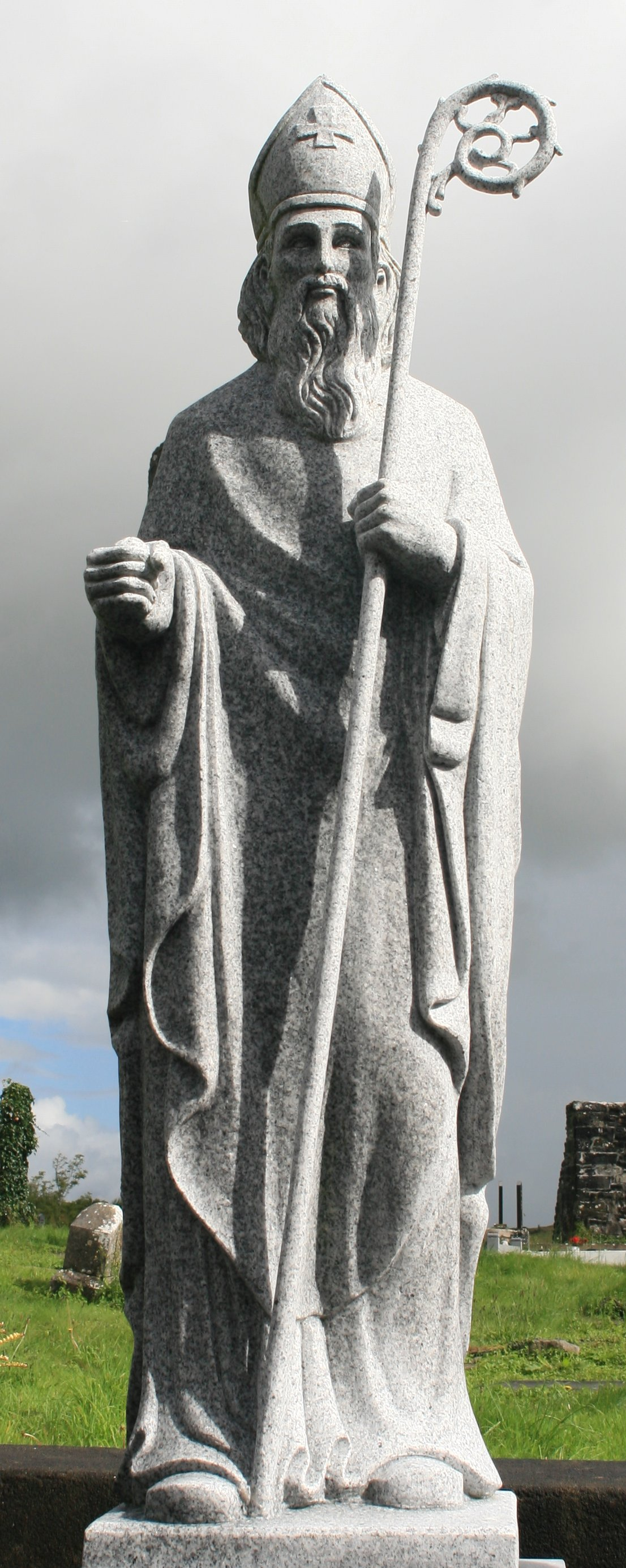
Standbeeld van St. Patrick, Aughagower, County Mayo, Ierland

## Bekende personen
Een aantal bekende personen dragen deze voornaam:
- De heilige St. Patrick of Patricius. Naar hem is ook de Ierse feestdag St. Patrick's Day vermeld.
- Patrick Bruel, Algerijnse acteur
- Patrick Bühlmann, Zwitsers voetballer
- Patrick Cocriamont, Waals politicus
- Patrick De Groote, Vlaams politicus
- Patrick Dewael, Vlaams politicus
- Patrick Dybiona, Nederlands zwemmer
- Patrick J. Kennedy, Amerikaans politicus
- Patrick Janssens, Vlaams politicus
- Patrick John, Dominicaans politicus
- Patrick Jumpen, Nederlands artiest
- Patrick Kavanagh, Iers dichter
- Patrick Kluivert, Nederlands voetballer
- Patrick Lefevere, Belgisch wielrenner
- Patrick Lodewijks, Nederlands voetballer
- Patrick Lodiers, Nederlands presentator
- Patrick Martens, Nederlands acteur
- Patrick Meersschaert, Belgisch mountainbiker
- Patrick Moore, Brits astronoom
- Patrick Morocutti, Luxemburgs voetballer
- Patrick Mtiliga, Deens voetballer
- Patrick Paauwe, Nederlands voetballer
- Patricia Paay, Nederlandse artiest
- Patrick Pearse, Iers politicus en dichter
- Patrick Posing, Luxemburgs voetballer
- Patrick Pothuizen, Nederlands voetballer
- Patrick Rafter, Australische tennisser
- Patrick Ruto, Keniaanse badmintonner
- Patty Schnyder, Zwitsers tennisster
- Patrick Sercu, Belgisch wielrenner
- Patrick Stewart, Brits acteur
- Patrick Stoof, Nederlands acteur
- Patrick Suffo, Kameroens voetballer
- Patrick Sullivan, Amerikaans econoom
- Patrick Swayze, Amerikaans filmacteur
- Patrick Vieira, Frans voetballer
- Patrick Volkerding, Amerikaans informaticus
- Patrick Vroegh, Nederlands voetballer
- Patty Gurdy (Patricia Büchler), een Duits zangeres, multi-instrumentaliste en vlogster

Een aantal bekende personen draagt deze achternaam :
- Fred Patrick, Surinaams voetballer

## Fictieve naamdragers
- Patrick is samen met zijn broer Johan (samen beter bekend als Jehan en Petrik) ook een personage uit Het Peulengaleis, een Vlaamse komedieserie.
- Patrick Ster is een personage uit SpongeBob SquarePants.
- Patricia Hazelaar, personage uit Harry Potter.
- Patty Park, personage uit Harry Potter.
- Patricia Soeters, personage uit Het Huis Anubis.
- Patricia, Cadillac Brougham (voluit: Cadillac Eldorado Brougham) van "Gone in 60 seconds".